# نينوفر أزغب
نينوفر أزغب (الاسم العلمي:Nuphar puberula) هو نوع من النباتات يتبع جنس النينوفر من الفصيلة النيلوفرية.